# Dendrobium viriditepalum
Dendrobium viriditepalum är en orkidéart som beskrevs av Johannes Jacobus Smith. Dendrobium viriditepalum ingår i släktet Dendrobium, och familjen orkidéer. Inga underarter finns listade i Catalogue of Life.